# Orchestre symphonique de la RAI de Rome
L'Orchestre symphonique de la RAI de Rome (en italien : Orchestra sinfonica di Roma della RAI) est un orchestre symphonique italien basé à Rome actif entre 1936 et 1994.

## Historique
L'Orchestre symphonique de la RAI de Rome est créé en 1936 à Rome, sous l'égide de la Rai, la Radio-télévision italienne, initialement comme orchestre de studio.
La formation se produit en public à partir de 1958.
En 1992, l'ensemble intègre les musiciens de l'Orchestre de chambre « Alessandro Scarlatti » de la RAI de Naples (it), qui disparaît, et l'Orchestre symphonique de la RAI de Rome mène dès lors une politique plus décentralisée en donnant des concerts à Rome et à Naples.
Il est dissous en 1994 lorsque les orchestres symphoniques dépendants de la RAI, ceux de Rome, Turin (Orchestre symphonique de la RAI de Turin) et Milan (Orchestre symphonique de la RAI de Milan) fusionnent pour ne former plus qu'un seul orchestre, basé à Turin, l'Orchestre symphonique national de la RAI.

## Chefs permanents
Comme chefs permanents de l'orchestre se sont succédé :
- Fernando Previtali (1936-1953) ;
- Ferrucio Scaglia ;
- Massimo Freccia (1959-1965) ;
- Armando La Rosa Parodi (it) (1965-1977) ;
- Thomas Schippers (1977) ;
- Peter Maag (1978-1979) ;
- Jerzy Semkov (directeur général, 1979-1982) ;
- Gianluigi Gelmetti (directeur artistique, 1982-1984) ;
- Gabriele Ferro (1988-1990) ;
- Paolo Olmi (également conseiller artistique, 1991-1994).

## Créations
L'Orchestre symphonique de la RAI de Rome est le créateur de plusieurs œuvres, de Claudio Ambrosini (Doppio concerto grosso, 1988), Bruno Bartolozzi (Concerto pour orchestre, 1956), Luciano Berio (Allelujah II, 1958), Gilberto Bosco (Concerto pour violon, 1992), Sylvano Bussotti (I semi di Gramsci, 1972), Niccolò Castiglioni (Sinfonia in do, 1971 ; Sacro concerto, 1982), Aldo Clementi (Cent sospirs, 1983), Luigi Dallapiccola (Job, 1950), Ivan Fedele (Offrande II, 1993), Lorenzo Ferrero (Prima sinfonia, 1984), Giorgio Federico Ghedini (Concerto dell'albatro, 1945), Barbara Kolb (en) (Crosswinds, 1970), Bruno Maderna (Don Perlimplin, opéra radiophonique, 1962), Giacomo Manzoni (Malinamusik, 1991), Peter Maxwell Davies (Prolation, 1959), Tristan Murail (Au-delà du mur du son, 1972), Goffredo Petrassi (Quarto Concerto, 1956 ; Orationes Christi, 1975), Nino Rota (Concerto pour piano, 1988), Alexandre Tansman (Divertimento, 1947 ; Partita pour piano et petit orchestre, 1947), Guido Turchi (en) (Rhapsodia « Intonazioni sull'inno II di Novalis », 1970) et Marco Tutino (Black Beauty, 1989 ; Friedrichslieder, 1992), notamment. 